# Albertina Rasch

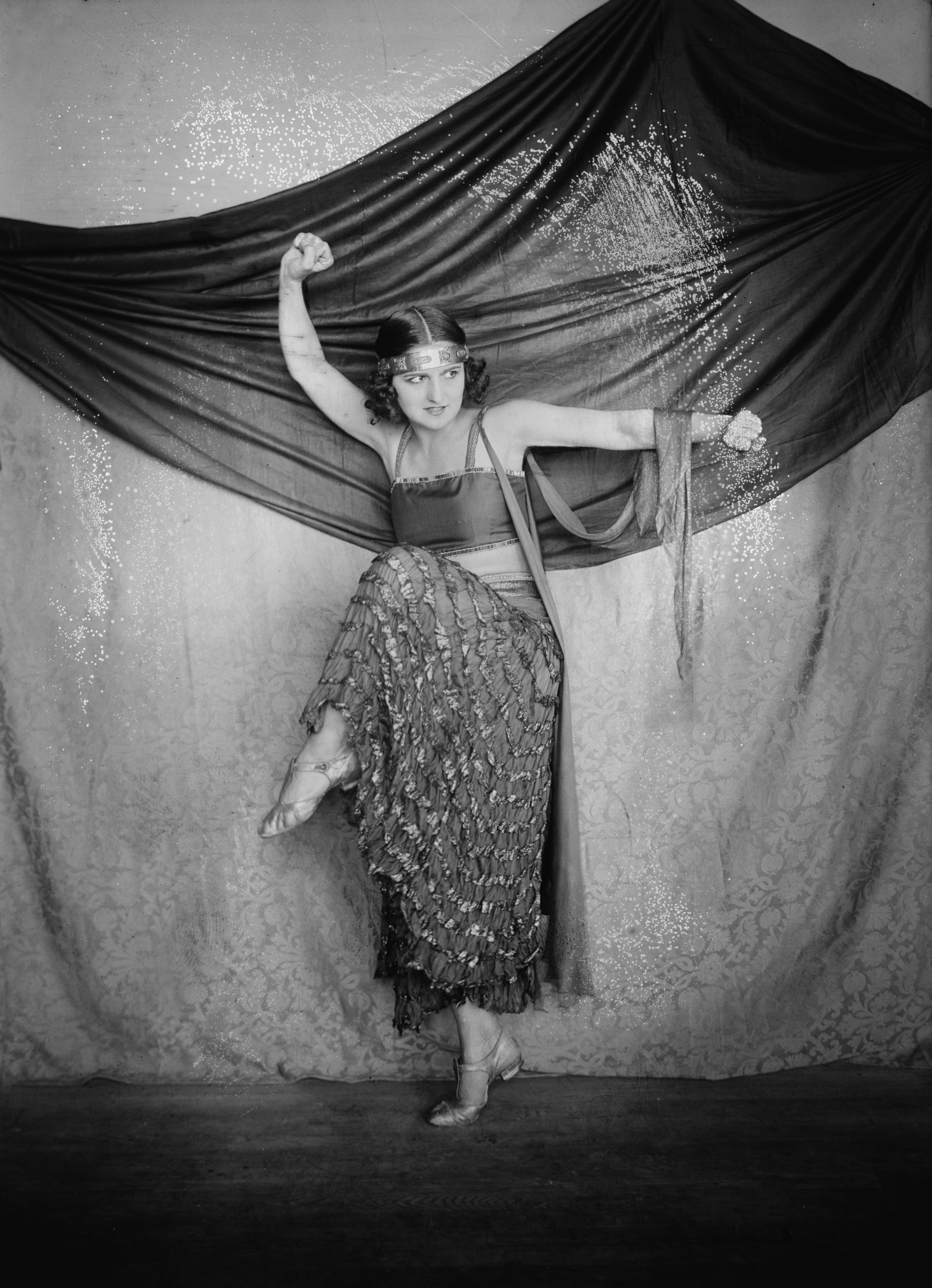
Albertina Rasch, c. 1915.

Albertina Rasch, (Viena, Áustria, 1896 — Hollywood, Califórnia, EUA, 2 de outubro de 1967) foi uma bailarina, coreógrafa e professora de dança americana. Coreografou muitos musicais na Broadway, Nova York.